# Phil Cunningham

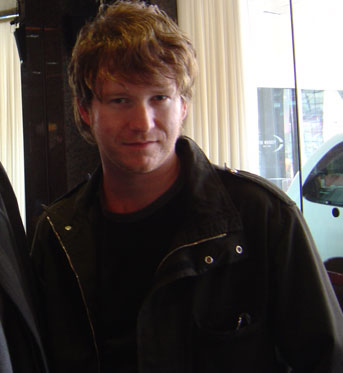
Phil Cunningham (2005)

Phil Cunningham (* 17. Dezember 1974 in Macclesfield, Cheshire) ist ein Mitglied der englischen Band New Order.

## Karriere
Cunningham trat 2004 endgültig New Order bei, nachdem er bereits seit 2001 bei Touren dabei war. Er ersetzte Gillian Gilbert, die allerdings in die Band zurückkehrte, und nimmt seitdem eine etwas andere Rolle innerhalb der Band ein: Er spielt mehr Gitarren und weniger Synthesizer. 
In den 90er Jahren war Cunningham Mitglied der Britpop-Band Marion, die er später gemeinsam mit Frontmann Jaime Harding reformiert hat.
Cunningham war zudem in die Band Run Run Run involviert. Wegen seines Engagements bei New Order verließ er jedoch dieses Projekt.